# Dame Aubert
Dame Aubert es una variedad cultivar de ciruelo (Prunus domestica), de las denominadas ciruelas europeas.
Una variedad de ciruela de parentales desconocidos, se cree que se originó en Besançon (Francia), donde era conocida en el siglo XVI . Las frutas tienen un tamaño medio a grande, color de piel amarillo calabaza uniforme, generalmente sin chapa, rara vez con salpicaduras aisladas de color carmín vivo, punteado abundantísimo, diminuto, amarillo claro, y pulpa de color calabaza claro exacto a la epidermis, textura semi firme, bastante jugosa pero con poco sabor aunque dulce, cocina bien.

## Sinonimia
- "White Imperial",
- "Batty Langley",
- "White Magnum Bonum".

## Historia
'Dame Aubert' variedad de ciruela la cual se cree que se originó en Besançon (Francia). Conocido en el siglo XVI . Se decía que su nombre original en inglés era "White Imperial", pero fue cambiado en 1729 por "Batty Langley".
'Dame Aubert' está cultivada en diversos bancos de germoplasma de cultivos vivos, tales como en National Fruit Collection (Colección Nacional de Fruta) de Reino Unido con el número de accesión: 1941-014 y Nombre Accesión : Dame Aubert. Fue introducida en el "Probatorio Nacional de Fruta" para evaluar sus características en 1941.
'Dame Aubert' está cultivada en el Banco de germoplasma de cultivos vivos de la Estación experimental Aula Dei de Zaragoza. Está considerada incluida en las variedades locales autóctonas muy antiguas, cuyo cultivo se centraba en comarcas muy definidas, que se caracterizan por su buena adaptación a sus ecosistemas, y podrían tener interés genético en virtud de su características organolepticas y resistencia a enfermedades, con vista a mejorar a otras variedades.

## Características
'Dame Aubert' árbol de porte extenso, moderadamente vigoroso, erguido. Flor blanca, que tiene un tiempo de floración que comienza a partir del 15 de abril con el 10% de floración, para el 19 de abril tiene una floración completa (80%), y para el 30 de abril tiene un 90% de caída de pétalos.
'Dame Aubert' tiene una talla de tamaño mediano a grande de forma elíptica, ligeramente asimétrica, con ligera protuberancia en la parte superior dorsal, sutura línea casi invisible, del mismo color que el resto del fruto, transparente, en depresión muy ligera en toda su extensión, con peso promedio de 91.19 g; epidermis muy fuerte, con mucha pruina blanquecina, gruesa, ligera pubescencia, muy difícil de ver, en el
polo pistilar, siendo su piel de color amarillo calabaza uniforme, generalmente sin chapa, rara vez con salpicaduras aisladas de color carmín vivo, punteado abundantísimo, diminuto, amarillo claro, sin aureola; pedúnculo mediano o largo, fino, pubescente, muy adherente a la carne, con una longitud promedio de 13.48 mm, con la cavidad del pedúnculo estrechísima y poco profunda, más levantada en el lado opuesto a la sutura; pulpa de color calabaza claro exacto a la epidermis, textura semi firme, granulosa, medianamente jugosa, y sabor  dulce, bueno.
Hueso semi libre, pequeño a mediano, elíptico con tendencia a romboidal, agudo en ambos extremos, parte de la cresta ventral generalmente saliente, surcos bien marcados, superficie en parte semi granulosa, arenosa y escabrosa, con orificios junto al borde dorsal.
Su tiempo de recogida de cosecha se inicia en su maduración en la tercera decena de agosto.

## Usos
Se usa comúnmente en aplicaciones culinarias.